# Dysephyra
Dysephyra là một chi bướm đêm thuộc họ Geometridae.